# Surovo
Surovo - Сурово (rus) - és un khútor del krai de Krasnodar, a Rússia. Es troba a la riba dreta del riu Kuban, al delta, davant de Léninski. És a 20 km al sud de Poltàvskaia i a 63 km al nord-oest de Krasnodar. Pertany al khútor de Trudobelikovski.